# Draba glabella
Draba glabella — вид трав'янистих рослин родини капустяні (Brassicaceae). Етимологія: лат. glabella — «голий, гладкий».

## Опис
Багаторічник. Стебла розгалужені або нерозгалужені, (0.4)1–3.5(4.7) дм, часто запушені, іноді голі. Прикореневі листки черешкові; пластини від оберненоланцетних до лопатчатих або лінійно-оберненоланцетних, (0.6)1–3.5(5) см × 2–8(10) мм, краї зубчасті або зазубрені, запушені, як стеблина. Стеблових листків 2–17(25); вони сидячі; пластини від яйцеподібних до довгастих, краї від зубчастих до субцілих, поверхні часто запушені як у базальних листків. Китиці (5)8–26(34)-квіткові. Квіти: чашолистки довгасті, 2–3.5 мм, запушені; пелюстки білі, широко обернено-яйцюваті, 4–5.5 × 1.5–3 мм; пиляки яйцеподібні, 0.3–0.5 мм. Плоди довгасті до яйцюватих або ланцетних або лінійно-ланцетних, (3)5–12(16) × 2–3.5 мм, голі або запушені. Насіння довгасте, 0.9–1.1 × 0.5–0.7 мм. 2n = 64, 80.

## Поширення
Азія: Казахстан, Монголія, Росія; Європа: Фінляндія, Ісландія, Норвегія, Швеція; Північна Америка; Гренландія, Канада, США. Населяє виходи гірських порід, осипи, кам'янисті гребені та сопки, луки, тундру, гравійні пляжі, піщані краї річок, порушені землі.